# Takiribime
Takiribime (Dame Brume) est une Kunitsukami. Elle est l'une des trois filles de Susanoo. Le Shinsen shōjiroku la décrit comme une Kunitsukami et de nombreux clans disent en être les descendants.
Elle a été déplacée du sanctuaire de Tashima à Munakata-taisha, de sorte que ce sanctuaire s'appelle Moto-Munakata, [page à préciser].
Takiribime est décrite comme épousant Ōkuninushi, ce qui relie le clan Munakata au clan Izumo dans le mythe et l'établissement du Munakata-taisha et de l'Izumo-taisha.

## Voir également
- Clan Munakata